# Club Ciclista Medinense
El Club Deportivo Ciclista Medinense es una entidad deportiva de Medina del Campo (Valladolid, España) centrada en la práctica y divulgación del ciclismo a nivel federativo. En la actualidad cuenta con una escuela de ciclismo para corredores de 7 a 14 años y diferentes secciones para adultos de cicloturismo y BTT.

## Historia
En 1956 un grupo de aficionados a la bicicleta dieron forma a la Agrupación Ciclista Medinense, fundación que se hizo oficial un 15 de febrero de 1956 en el Centro Social Católico de Obreros de Medina del Campo.
Faustino Velasco, Vicente Rodero, Luis Pérez, Severino Rodríguez, Felicísimo Hijosa, Antonio Gago, Ángel Rodríguez y Pablo Navas fueron las primeras firmas estampadas en su libro de actas, al frente de una agrupación que nacía bajo el patronazgo de Santiago Apóstol, y cuyas primeras reuniones se celebraron en el Bar Fermoselle, conocido popularmente como Bar Puchero, alentados por su propietario José Vaquero.
Junto a los fundadores, en la memoria y en los escritos ya quedan nombres como los de los presidentes Carlos García, Heliodoro Romero y Pedro Prieto, o multitud de ciclistas alumnos de su escuela. 
En el año 2007 la entidad tuvo que cambiar su denominación de Agrupación Ciclista Medinense a Club Deportivo Ciclista Medinense por requisitos legales.

## Actividades principales
El Club Ciclista Medinense participa en las diferentes pruebas de los calendarios provinciales y regionales de Valladolid y Castilla y León. La actividad principal se centra en la modalidad de carretera pero también se practican otras disciplinas como el ciclismo en pista o el mountain bike.
La organización de carreras es otro de los pilares en la estructura del club, con la celebración del Criterium San Antonio que consta de 3 pruebas de escuelas en diferentes localidades de la provincia de Valladolid, al igual que de diferentes pruebas de nivel regional. En la categoría de cadetes organiza el Trofeo San Antolín, la única Contrarreloj por Equipos que se disputa en la comunidad de Castilla y León, a su vez en otras temporadas ha organizado pruebas de categorías junior y sub-23.
A su vez se encarga de organizar la conocida como Marcha del Cochinillo, una prueba de carácter social que consiste en dar una vuelta por las calles de Medina del Campo y al término de la misma se procede al sorteo de 12 cochinillos, suele celebrarse durante la mañana de Nochebuena, dando comienzo la Navidad.
Por último, la sección cicloturista ofrece diferentes alternativas de ciclismo recreativo a sus socios.

## Escuela de Ciclismo
En 1984 el Club Ciclista Medinense fundó su escuela de ciclismo por la que han pasado numerosos alumnos-corredores a lo largo de estas décadas.

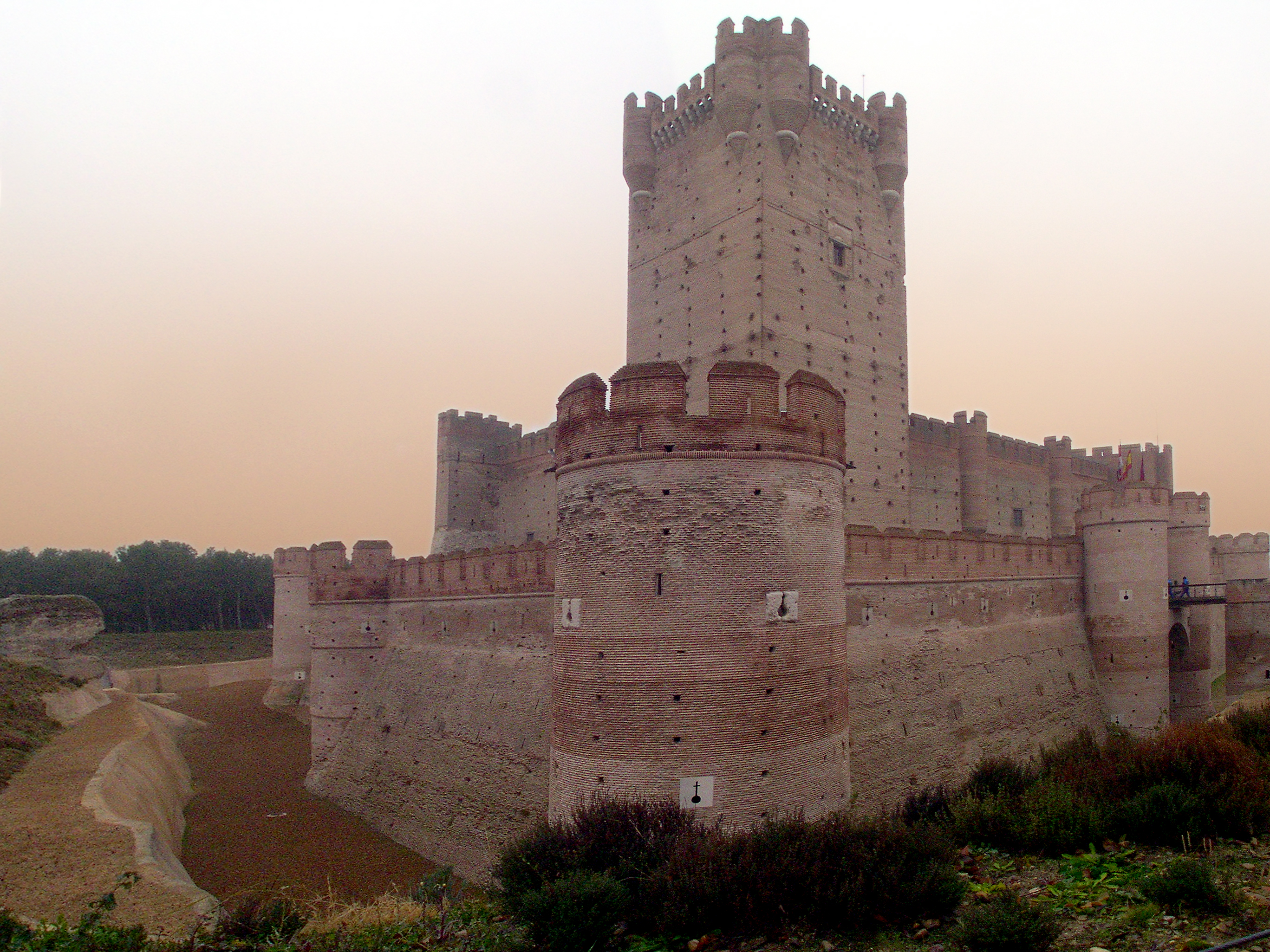
Castillo represantativo de Medina del Campo que porta una silueta en su maillot.